# Baía de Massachusetts

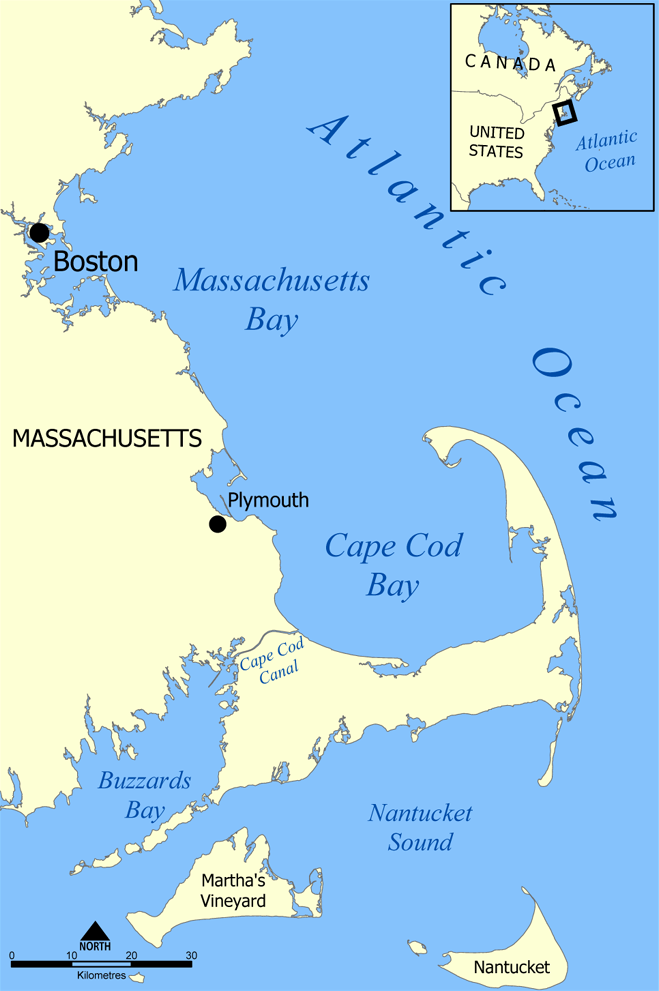
Imagem da baía de Massachusetts

A baía de Massachusetts (em inglês:  Massachusetts Bay) é uma baía das três maiores do oceano Atlântico, que dão àquele estado norte-americano o seu conhecido formato distintivo. 

## Descrição
A baía se estende desde o Cabo Ann, ao norte, até o Porto de Plymouth, no sul, a uma distância de cerca de 42 milhas (68 km). Suas margens norte e sul inclinam-se uma para a outra pela entrada do porto de Boston, onde estão a cerca de oito quilômetros de distância. A profundidade da base do triângulo até o porto de Boston é de aproximadamente 34 km. O ponto mais a oeste da baía é na cidade de Boston.
A costa norte da baía de Massachusetts é rochosa e irregular, mas a costa sul é baixa, pantanosa e arenosa. Ao longo das margens há várias capas e promontórios, e ao largo da costa há várias ilhas pequenas, especialmente na entrada do porto de Boston. As entradas principais são: na costa norte, Gloucester Harbour, Baía de Nahant, Porto de Salem, Porto de Marblehead e Lynn Harbour, e no oeste, Boston Harbor, Dorchester Bay e Quincy Bay (os dois últimos sendo parte do Outer Boston Harbour) e na costa sul, Hingham Bay. Massachusetts Bay é em si parte do Golfo do Maine, que se estende desde Nova Scotia sul para Cape Cod Bay. Cape Cod Bay é por vezes considerado parte da Baía de Massachusetts. Sob essa interpretação, o nome "Baía de Massachusetts" denota toda a área retangular do oceano entre Cape Ann e Cape Cod.

## Local de eliminação
O Local de Disposição da Baía de Massachusetts em águas profundas ao largo da costa tem sido usado para despejo oceânico, para descarte de munições, material dragado, detritos de rocha e construção e embarcações afundadas. Entre 1919 e 1970, as munições de guerra química foram despejadas e, após a Segunda Guerra Mundial, centenas de milhares de toneladas de artilharia excedente e munições, que são a maioria das munições levadas para terra. A maioria deles é UXO inerte, mas ocasionalmente eles estão vivos. Pescadores trouxeram um torpedo em Provincetown, Massachusetts, uma carga de profundidade em Gloucester, Massachusetts e munições de mostarda em New Bedford, Massachusetts.